# Mala Pasqua!
Représentations notables
22 juin 2010 à Agrigente
Personnages
- Carmela, une jeune paysanne (soprano)
- Turiddu, un jeune paysan (ténor)
- Mamma Lucia, la mère de Turiddu (contralto)
- Alfio, un charretier (baryton)
- Lola, la femme d'Alfio (mezzosoprano)
- Brasi, un palefrenier
- Camilla, épouse de Brasi

Mala Pasqua! (en français  : « Mauvaise Pâques ! ») est un opéra en trois actes, composé par Stanislao Gastaldon, sur un livret de Giovanni Domenico Bartocci-Fontana. Le livret est basé sur la pièce de Giovanni Verga, Cavalleria rusticana (Chevalerie rustique) que Verga avait adapté de son court récit du même nom. Mala Pasqua! a été créé le 9 avril 1890 au Teatro Costanzi de Rome, six semaines avant l'opéra de Pietro Mascagni, Cavalleria rusticana qui est également été basé sur la pièce de Verga. Le livret de Bartocci-Fontana ajoute quelques éléments qui n'étaient pas dans l'original de Verga et étend sur les autres. Le nom du personnage Santuzza a également été modifié en Carmela, mais l'intrigue de base et le cadre restent le même. Son titre fait référence à la malédiction que Carmela lance contre Turiddu, l'amant qui l'a éconduite: « Mala Pasqua a te » (« Mauvaise Pâques pour toi! »). Après sa création à Rome, Mala Pasqua! a été peu représenté à Pérouse et à Lisbonne, mais l'œuvre a été complètement éclipsée par le succès phénoménal de l'opéra de Mascagni. Après la représentation en 1891 à Lisbonne, elle n'a pas été rejouée jusqu'en 2010 quand elle a été donnée dans une représentation semi-scénique à Agrigente, Sicile.

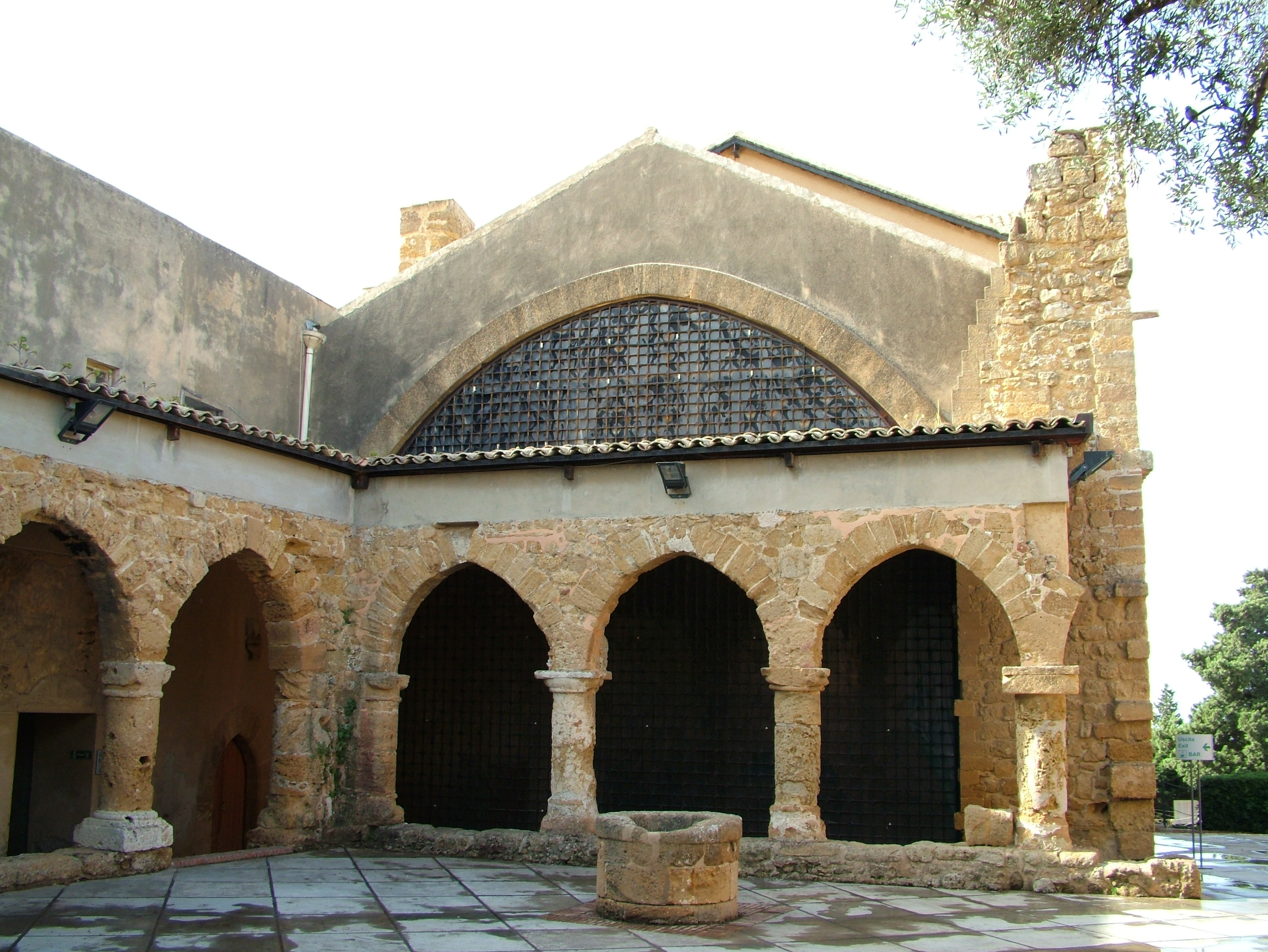
Le Museum Régional d'Archéologie à Agrigente où Mala Pasqua! a été redonné en 2010, 120 ans après sa création.

## Historique
La nouvelle Cavalleria rusticana a été publiée par Giovanni Verga dans Vita dei campi en 1880, un ensemble d'histoires courtes qui décrivent la vie paysanne sicilienne. L'histoire est presque entièrement exposée au travers du dialogue de ses personnages: Lola, Turiddu (amant de Lola), Alfio (époux de Lola), Santa (amante rejetée par Turiddu) et Nunzia (la mère de Turiddu). Sous la pression de l'actrice Eleonora Duse, Verga a adapté l'histoire pour le théâtre, doublant sa longueur et développant l'intrigue. Santa est devenu Santuzza et sa place est devenue beaucoup plus centrale que ce qu'elle était dans la nouvelle. Quatre nouveaux personnages ont été ajoutés: Brasi, Camilla, Filomena et Pipuzza, les villageois qui commentent les actions des protagonistes. Cavalleria rusticana, un drame en un acte et neuf scènes, est créé, avec Duse dans le rôle de Santuzza, le 14 janvier 1884, au Teatro Carignano de Turin et est devenu le plus grand succès de Verga.
L'énorme succès de la romance de 1881, Musica proibita et ainsi que ses compositions ultérieures avaient rendu célèbre Stanislas Gastaldon dans toute l'Italie. En 1887, à 26 ans, il travaille à la composition de son premier opéra, Fatma, opéra-ballet en quatre actes. Toutefois, en 1888, l'éditeur de musique Sonzogno annonce un concours pour des opéras en un acte, ouvert à tous les jeunes compositeurs italiens qui n'avaient pas encore eu un opéra exécuté sur scène. Les trois lauréats (sélectionnés par un jury de critiques et de compositeurs de premier plan) auraient leur opéra représenté à Rome à la charge de Sonzogno. Gastaldon décide de participer au concours avec un opéra basé sur Cavalleria rusticana. Son librettiste Giovanni Domenico Bartocci-Fontana, avocat de formation et poète par inclination, avait écrit à Verga pour demander la permission d'adapter la pièce. Verga lui a répondu le 3 juin 1888 pour dire qu'il était heureux de donner son autorisation, mais a ajouté que le sujet comme il a été traité dans la pièce, ne lui semble pas approprié pour un livret d'opéra. À l'insu de Verga, un autre jeune compositeur, Pietro Mascagni, est entré dans la même compétition pratiquement à la dernière minute avec son opéra Cavalleria rusticana, également basé sur la nouvelle. Gastaldon se retire dès le début de la compétition, quand il a reçu une offre du rival de Sonzogno, Ricordi, qui lui a promis de le publier et de monter l'opéra au Teatro Costanzi de Rome. Gastaldon a allongé sa version originale, passant d'un acte à deux actes, puis à trois. Bartocci-Fontana a ajouté dans le livret certains éléments qui n'étaient pas présents dans le texte original de Verga et a développé d'autres scènes; il a aussi modifié le nom du personnage de Santuzza en celui de Carmela. Toutefois, l'intrigue et le découpage sont restés les mêmes. Et il a choisi comme titre Mala Pasqua! d'après le cri de malédiction que Santuzza lance à Turiddu dans la pièce originale, Mauvaise Pâques à toi!. La célèbre soprano roumaine Elena Teodorini, qui avait déjà chanté lors de la première de plusieurs nouvelles œuvres en Italie, ayant lu la partition, a décidé de créer le rôle de Carmela.

## Représentations
Mala Pasqua! a été créé le 9 avril 1890 au Teatro Costanzi à Rome avec Elena Teodorini et Giuseppe Russitano dans les rôles de Carmela et Turiddu. L'opéra a été joué quatre fois. La recette des trois premières représentations est allée au comité du Tiro a Segno Nazionale (Association nationale italienne pour le tir) qui a participé au financement de la production. Parmi le public lors de la première se trouvait la princesse Odescalchi, Lina Crispi (épouse du Premier ministre Francesco Crispi) et plusieurs politiciens de premier plan, y compris Paolo Boselli, Federico Seismit-Doda (en) et Luigi Miceli (en). Bien que les critiques aient eu une appréciation dédaigneuse à l'égard de l'opéra, on peut noter que l'opéra a eu la faveur du public le soir de la première avec des acclamations et des demandes pour que Gastaldon vienne devant le rideau. Le journal catholique, La Civiltà Cattolica, n'a pas rendu-compte de la création, mais a manifesté son indignation face à la représentation sur la scène de l'opéra d'une procession religieuse avec un prêtre portant l'Eucharistie, mêlé à des « affaires sordides d'adultère ». Le journal a qualifié l'œuvre d'« insulte sacrilège et vile ». Selon la revue, les catholiques pratiquants sont sortis à ce moment, laissant un public largement composé de « francs-maçons, tirailleurs, et d'un assortiment de gens vulgaires ».
Au même moment, l'opéra Cavalleria rusticana de Mascagni a remporté le concours Sonzogno. Il a été créé six semaines après Mala Pasqua! dans le même théâtre. L'opéra de Mascagni a eu un succès phénoménal et a complètement éclipsé celui de Gastaldon. Au moment de la mort de Mascagni en 1945, son opéra a été joué 14 000 fois rien que dans la seule Italie. Il y a eu quelques autres représentations de Mala Pasqua! au Teatro Morlacchi à Pérouse en septembre 1890 et au Teatro São Carlos à Lisbonne en février 1891, avec Teodorini dans le rôle de Carmela dans les deux cas. Après cela, il a sombré dans l'oubli, si bien que certains la fin du XXe siècle ont affirmé que la partition avait été perdue. En fait, elle a été publiée par Ricordi en 1890 et se trouve dans plusieurs bibliothèques aux États-Unis et en Europe. Le 22 juin 2010, Mala Pasqua! a reçu sa première représentation depuis 120 ans au Musée régional d'archéologie à Agrigente. Elle a été réalisée dans un format de  concert semi-scénique avec accompagnement au piano, dans le cadre d'une conférence lors d'une journée intitulée «  Mala Pasqua!  Le Cavalleria oublié ». La production a été montée par le Théâtre Pirandello à Agrigente et dirigée par Paolo Panizza. Elena Candia et Piero Lupino Mercuri ont chanté les rôles de Turiddu et Carmela avec Claudio Onofrio Gallina au piano et Loredana Russo conduisant le Stesicoro Choir .

## Rôles

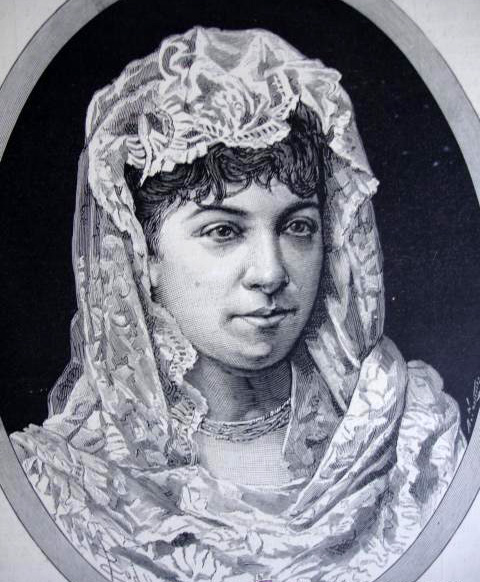
Elena Teodorini (1854-1926) qui a créé le rôle de Carmela

| Role                     | Voix          | Distribution lors de la création, 9 avril 1890 (Chef d'orchestre: Vincenzo Lombardi) |
| ------------------------ | ------------- | ------------------------------------------------------------------------------------ |
| Carmela                  | soprano       | Elena Teodorini                                                                      |
| Lola                     | mezzo-soprano | Flora Mariani                                                                        |
| Turiddu                  | ténor         | Giuseppe Russitano                                                                   |
| Alfio, mari de Lola      | baryton       | Aristide Franceschetti                                                               |
| Nunzia, mère de Turiddu  | soprano       |                                                                                      |
| Brasi, un palefrenier    |               |                                                                                      |
| Camilla, épouse de Brasi |               |                                                                                      |

## Synopsis
Cadre: Un village sicilien du XIXe siècle le dimanche de Pâques
Turiddu et Lola sont amants. L'ancienne amante de Turiddu, Carmela, le rencontre au matin de Pâques à l'extérieur de l'église du village; elle le maudit dans une rage jalouse, puis raconte l'affaire à Alfio, le mari de Lola. Pour préserver son honneur, Alfio défie Turiddu dans un combat au couteau et le poignarde à mort.